# Église Saint-Jean-du-Perrot
L'église Saint-Jean-du-Perrot est une ancienne église située à La Rochelle, dans le département français de la Charente-Maritime en région Nouvelle-Aquitaine. Démolie en 1887, il n'en subsiste que le clocher.

## Historique
L'église Saint-Jean était une des cinq églises de La Rochelle. Sur le terrain du Perrot (Pérot), donné aux hospitaliers de Saint-Jean-de-Jérusalem par Aliénor d'Aquitaine, est construite, au XIVe siècle, une église dédiée à saint Jean-Baptiste qui est détruite presque complètement en 1545 par l'explosion d'un magasin à poudre voisin et dont les matériaux sont remployés à la réparation des fortifications en 1568. 
Elle n'est réédifiée qu'à partir de 1672, date à laquelle on élève un clocher provisoire sur les bases de l'ancien, et terminée en 1699. L'architecte en aurait été Maisonneuve qui travaillait également à Saint-Sauveur. En 1754, le clocher est refait, peut-être par Gilles Nassivet, architecte de la maison de ville et qui dépendait de cette paroisse. 
Désaffectée en 1887 et menaçant ruine, l'église est démolie à l'exception du clocher, restauré par l'architecte Corbineau. Véritable église des marins, elle abritait une collection d'ex-voto aujourd'hui transférées dans une chapelle de la cathédrale Saint-Louis,.
L'évêché de La Rochelle est installé dans l'ancien couvent des lazaristes construit à l'emplacement de l'ancienne église Saint-Jean-du-Perrot. 
Le clocher est inscrite au titre des monuments historiques par arrêté du 23 février 1925.

## Galerie

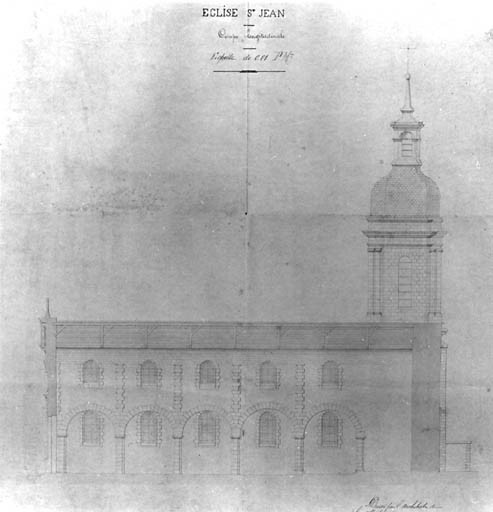
Coupe longitudinale, par Ernest Massiou.
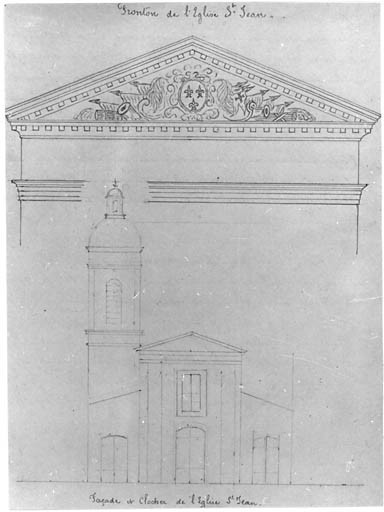
Façade de l'église Saint-Jean-du-Perrot et détail du fronton, par Ernest Massiou.
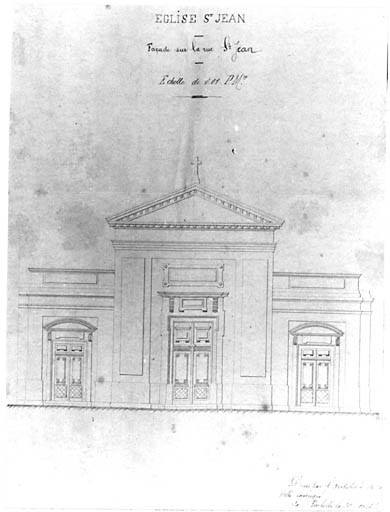
Façade sur la rue Saint-Jean-du-Pérot, par Ernest Massiou.
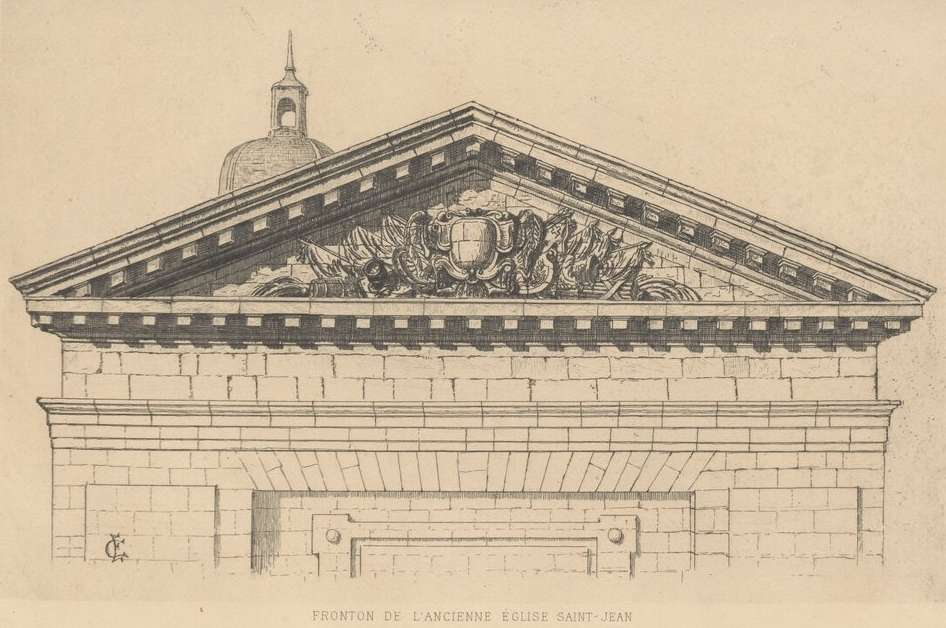
Fronton de l'ancienne église Saint-Jean, selon Émile Couneau dans La Rochelle disparue, 1904.
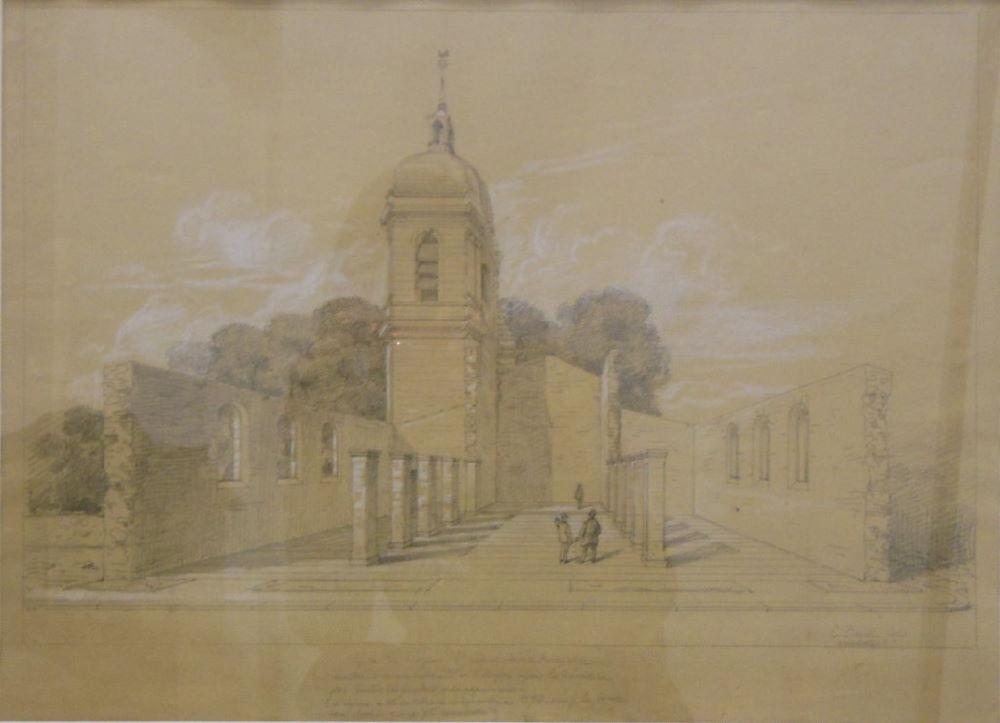
Vue de l'église Saint-Jean.
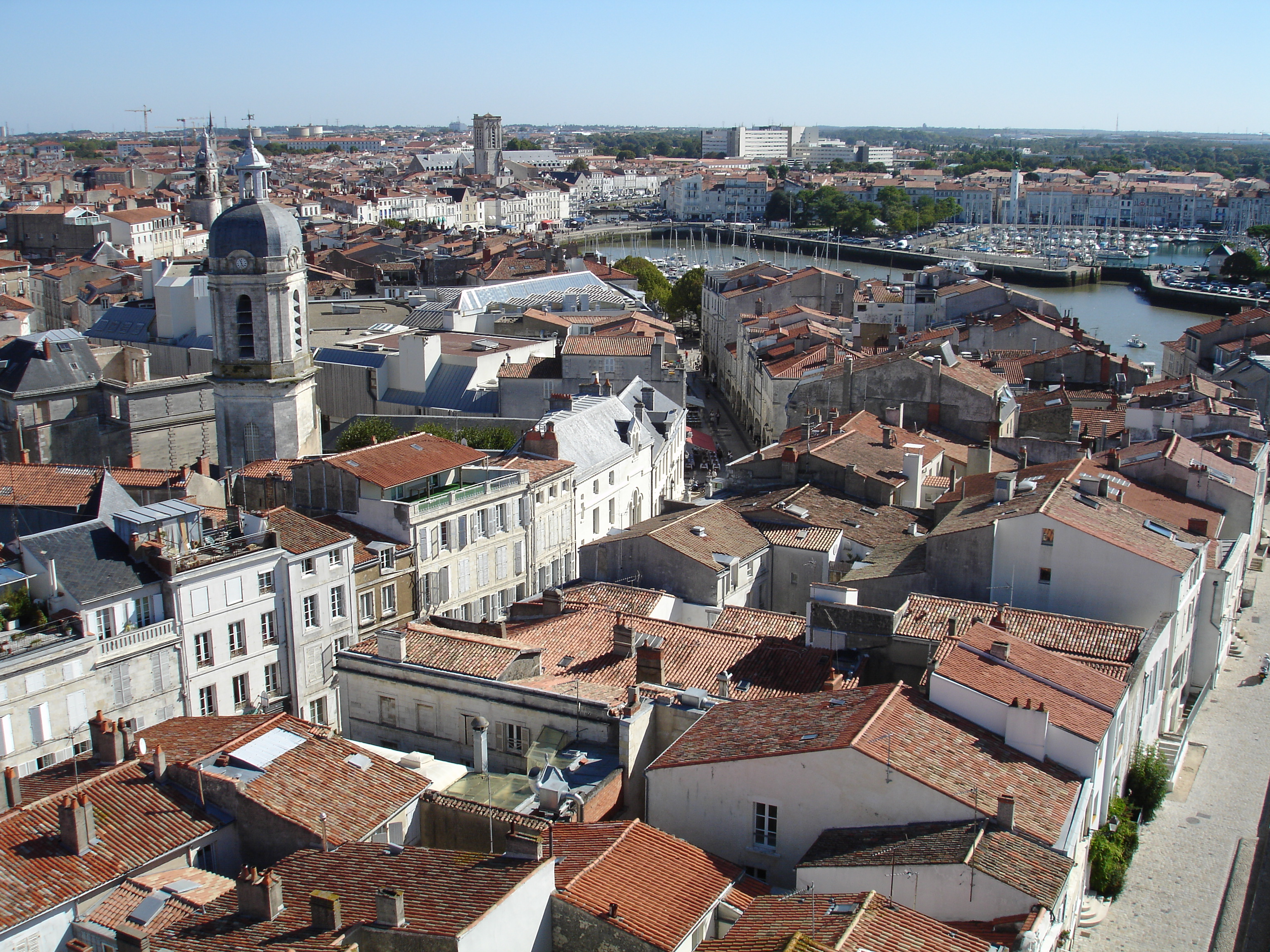